# わたしはロランス
『わたしはロランス』（Laurence Anyways）は、グザヴィエ・ドラン監督・脚本による2012年のカナダ・フランスのドラマ映画である。

## あらすじ
文学の講師をするロランスは、恋人のフレッドに秘密を打ち明ける。自分は心と体が一致していなくて、ゲイでもホモセクシャルでもないが、男として生きることが苦しいと言う。突然のことに動揺するフレッドだったが、女として生きようとする彼に協力することを決意し、服やメイクなどのアドバイスをする。
しかし化粧をし、スカートで登校するロランスに周囲の視線は冷ややかで、職場でカミングアウトすると精神病と判断され解雇される。街では男に絡まれ、好奇心で話しかける人の無神経な言葉に傷つく。母親にも受け入れてもらえず、二人は破局してフレッドは男性との恋に傾いていく。
数年後、フレッドはアルバートという男性と家庭を持って母になり、ロランスは理解者のシャルロットと暮らしている。
そして、ロランスは出版した詩集の中にさりげなく「彼女の家」のことを書いて、それをフレッド宛てに送る。メッセージに気付いたフレッドはロランスに手紙を送り二人は再会する。
フレッドの存在を知ったシャルロットは家を出ていき、フレッドは家族に嘘をついて二人は旅に出るが、シャルロットがアルバートにロランスのことを話したため、全てが知られてしまう。悩んだフレッドは、欲しいのは男との家庭だとロランスに別れを告げ、翌朝起きるとロランスはいなかった。
3年後、作家として名をあげたロランスは完璧な女装になり、フレッドは離婚していた。久しぶりに会ったロランスとフレッドは、もう昔の二人には戻れない、そう感じて別々の道を歩もうと決意した。

## キャスト
- メルヴィル・プポー - ロランス
- スザンヌ・クレマン - フレッド
- ナタリー・バイ - ジュリエンヌ

## 評価
第65回カンヌ国際映画祭のある視点部門で上映され、スザンヌ・クレマンが同部門の女優賞を受賞した。またクィア・パルム賞も獲得した。
第37回トロント国際映画祭ではカナディアン作品賞が贈られた。